# نانوتکنولوژی دارویی
دکتری تخصصی نانوتکنولوژی دارویی یکی از رشته‌های تخصصی داروسازی است که دانش آموختگان آن در حیطه‌های آموزشی، پژوهشی و خدماتی نانوتکنولوژی به ایفای نقش می‌پردازند.
فارغ التحصیلان رشته دکتری تخصصی نانوتکنولوژی دارویی می‌توانند در زمینه‌های زیر فعالیت نمایند:
- تحقیق، توسعه و کنترل محصولات نانوتکنولوژیک نظیر: نانوبیومواد و نانوپارتیکالها (به عنوان مثال پلیمرهای طبیعی و صناعی نظیر دندریمرها و نانولیپوزمها و …)، نانوبیوداروها (به عنوان مثال نانوداروهای ژنی، پپتیدی، پروتئینی و …)، نانوبیوکیتهای تشخیصی، نانوبیوسنسورها، نانوبیوماشین‌های تشخیصی یا درمانی، نانوبیوفیلترها
- بررسی و آنالیز تأثیرات بیولوژیک محصولات نانوتکنولوژیک در اشل سلولی و مولکولی، مدل‌های جانوری و انسان با استفاده از تکنیک‌های ژنومیک، پروتئومیک و متابلومیک.
- تحقیق و تولید کتابخانه نانوبیولیگاندها با استفاده از تکنولوژی و مهندسی ژنتیک به منظور غربال گری سلول‌ها یا بافت مرتبط با یک بیماری خاص.
- کاربرد نانوزیست فناوری در طراحی و کشف دارو (با استفاده از نانولیزر، نقاط کوانتمی، نانو ذرات طلا و …).
- کاربرد نانوزیست فناوری در دارورسانی (با استفاده از نانو ذرات پلیمری، سرامیکی، طلا، سیکلود کسترین، نانو کریستال‌ها، نانولیپوزوم‌ها، نانولوله‌های کربنی، ویروس‌ها و فولرین‌ها و …)
- اصلاح و طراحی فرمولاسیون‌های جدید دارویی به منظور افزایش اثر بخشی و کاهش عوارض جانبی داروها (از طریق نانوسوسپانسیون‌ها و انکپسولاسیون داروهای نامحلول و …)
- توسعه دارورسانی از طریق پوست، ریه، تزریقی، گوشی و چشمی و … بر پایه نانوفناوری.
- اصلاح فرمولاسیون‌های آرایشی بهداشتی بر پایه نانوتکنولوژی.
- کاربرد نانوبیوداروهای هدفمند در مهندسی سلول و بافت به منظور دستیابی به سلول‌های تمایز یافته اختصاصی در سلول و ژن درمانی بیماری‌ها.